# 豐原北號誌站
豐原北號誌站位於台灣臺中市豐原區，為臺灣鐵路管理局臺中線（舊線）、東勢線（已廢線）的鐵路號誌站，也是臺中線（舊線）、東勢線的實際分歧點。

## 車站構造
- 此站控管東勢線合併入臺中線（舊線）路軌的區間，往豐原的方向為雙線，往后里及朴口的方向為單線。

## 利用狀況
- 東勢線廢線後改建成自行車道（東豐自行車綠廊）。
- 臺中線（舊線）廢線後改建成自行車道（后豐鐵馬道）。

## 車站週邊
- 東豐自行車綠廊起點。
- 后豐鐵馬道起點。
- 舊山線大甲溪鐵橋。

## 歷史
- 1959年1月12日：東勢線開始營運。
- 1966年7月20日：本站開始使用。
- 1991年9月1日：東勢線停止營業。
- 1997年10月7日：豐原=后里新線通車，本站廢止